# Raposos
Raposos là một đô thị thuộc bang Minas Gerais, Brasil. Đô thị này có diện tích 71,85 km², dân số năm 2007 là 15418 người, mật độ 199,4 người/km².